# Блудный сын (фильм, 1984)
«Блудный сын» (лит. Sūnus palaidūnas) — литовский советский драматический фильм 1984 года режиссёра Марийонаса Гедриса, снятый на Литовской киностудии по повести Раймондаса Кашаускаса «Зеленеющие холмы».
Премьера фильма состоялась 22 ноября 1985 года. Фильм посмотрели 700 тыс. зрителей за первый год демонстрации.

## Сюжет
Прожив десять лет в Вильнюсе и проработав там каменотёсом по изготовлению надгробий, Вилюс при возвращении из больницы замечает, что дверь квартиры закрыта по причине разрыва отношения его жены с ним. Он решает вернуться в родные места, где живут брат Пятрас, который рядом с Вилюсом, является жалким неудачником, и его родители. Но случилось так, что после приезда Вилюса к своему брату, Люда, жена Пятраса, порывает с ним отношения.

## Роли исполняют
- Римас Моркунас — Вилюс
- Долореса Казрагите — Бируте
- Улдис Ваздикс — Пятрас
- Броне Брашките — Люда
- Ева Гуринайте-Паскене — мать
- Эдуардас Кунавичюс — отец

## Съёмочная группа
- Режиссёр: Марионас Гедрис
- Автор сценария: Пранас Моркус
- Оператор: Йонас Томашявичюс
- Художник-постановщик: Альгимантас Шюгжда
- Композитор: Йозас Ширвинскас
- Звукорежиссёр: Стасис Вилькяичюс

## Русский дубляж
Перевод фильма на русский язык был осуществлён на киностудии «Ленфильм».
- Режиссёр дубляжа: Александр Абрамов

Роли дублировали:
- Владимир Летенков — Вилюс
- Галина Чигинская — Бируте
- Андрей Толубеев — Пятрас
- Светлана Смирнова — Люда
- Людмила Ксенофонтова — мать
- Георгий Штиль — отец